# Literaturjahr 1964
Liste der Literaturjahre

Literaturjahr 1964 | 1965 | 1966 | ►►

Weitere Ereignisse

## Ereignisse
- In Berlin wird der Verlag Klaus Wagenbach gegründet.
- In Genf wird der Ariston Verlag gegründet.
- Das französische Theaterkollektiv Théâtre du Soleil wird gegründet.
- In Mannheim wird das Institut für Deutsche Sprache gegründet.
- In Stockerau wird die Internationale Lenau-Gesellschaft gegründet.
- In Calw wird eine Hermann-Hesse-Gedenkstätte eröffnet.
- In Berlin erscheint erstmals die Literaturzeitschrift Alternative : Zeitschrift für Literatur und Diskussion.
- Von der Deutschen Akademie für Sprache und Dichtung wird der Friedrich-Gundolf-Preis gestiftet und erstmals vergeben.
- Von der Merck KGaA wird der Johann-Heinrich-Merck-Preis für literarische Kritik und Essay gestiftet und erstmals vergeben.
- Von der HEAG wird der Sigmund-Freud-Preis für wissenschaftliche Prosa gestiftet und erstmals vergeben.
- Der britische Geoffrey Faber Memorial Prize, alternierend für Lyrik oder Prosawerke, wird erstmals vergeben.
- Unter dem Namen „Berliner Theaterwettbewerb“ findet das 1. „Berliner Theatertreffen“ statt.
- Jean-Paul Sartre lehnt die Annahme des ihm verliehenen Nobelpreises ab.
- 29. November: Es läuft die 126. und letzte Folge der Kriminalhörspielserie Die Jagd nach dem Täter.
- In dem belgischen Comic-Magazin Tintin erscheint zwischen 1964 und 1969 die frankobelgische Comicserie Howard Flynn.
- Der argentinische Cartoonist Quino kreiert die Comicfigur Mafalda, deren Geschichten zwischen September 1964 und Mitte 1973 als Comicstrip publiziert werden.
- Im Heyne Verlag startet im Taschenbuchformat die Buchreihe Heyne Science-fiction & Fantasy.
- Im Rückgriff auf bereits bestehende Übersetzungen erscheint 1964 und 1965 in zwölf Bänden eine Schatzkammer der galanten Literatur.
- Mit der Kurzgeschichte The Word of Unbinding erscheint die erste Veröffentlichung zum Erdsee-Zyklus von Ursula K. Le Guin.
- Als The Defense erscheint Nabokovs Roman Lushins Verteidigung erstmals auf Englisch; die Übersetzung aus dem Russischen besorgen Michael Scammell und Nabokov selbst.
- Es erscheinen die ersten beiden Übersetzungen von Eva Moldenhauer (1934–2019) aus dem Französischen.
- Es erscheinen die ersten Bände der „Oxford Library of African Literature“.
- Es erscheinen die letzten Bände der „Fischer Bibliothek der hundert Bücher: Exempla classica“.
- Es erscheinen die letzten vier Bände der 81-teiligen dänischen Jugendbuchserie Jan (dt.: Jan als Detektiv).
- Die Deutsche Rundschau, eine seit 1874 bestehende Kultur- und Literaturzeitschrift, wird eingestellt.
- Nach 202 Ausgaben wird die seit Ende 1957 erschienene deutsche Heftromanreihe Soldatengeschichten aus aller Welt (später: Soldaten- und Fliegergeschichten aus aller Welt) eingestellt.
- In Florenz findet die Erstaufführung des Dramas Maria von Isaak Babel aus dem Jahr 1935 statt.
- Am Berliner Schillertheater wird am 29. April das Drama Die Verfolgung und Ermordung Jean Paul Marats dargestellt durch die Schauspielgruppe des Hospizes zu Charenton unter Anleitung des Herrn de Sade von Peter Weiss unter der Regie des polnischen Regisseurs Konrad Swinarski uraufgeführt.
- An den Städtischen Bühnen Frankfurt am Main wird am 25. Juni Die Mohrin von Tankred Dorst uraufgeführt.
- Am Deutschen Schauspielhaus in Hamburg wird am 18. Dezember Der gestiefelte Kater oder Wie man das Spiel spielt von Tankred Dorst uraufgeführt.
- Am Theater am Hechtplatz in Zürich wird am 31. Dezember das „schweizerdeutsche Musical“ Bibi Balù uraufgeführt.
- 1964: Heirat von Gunilla Palmstierna und Peter Weiss

### Literaturverfilmungen (Auswahl)
- Unter Drehbuch-Mitarbeit von Siegfried Lenz erscheint der Film Die Zeit der Schuldlosen nach dem nahezu gleichnamigen Drama des Autors.
- Im Herbst erscheint der nach eigenem Drehbuch entstandene Film Das 1. Evangelium – Matthäus von Pier Paolo Pasolini (dessen Dokumentarfilm Gastmahl der Liebe ebenfalls 1964 uraufgeführt wird).
- Nach dem Roman Bröllopsbesvär von Stig Dagerman aus dem Jahr 1949 entsteht Die schwedische Hochzeitsnacht.
- Die Novelle Tonio Kröger von Thomas Mann wird unter demselben Titel von Rolf Thiele verfilmt.
- Die Novelle Wälsungenblut von Thomas Mann wird unter demselben Titel von Rolf Thiele verfilmt (UA im Januar 1965).
- Die Erzählung Der geteilte Himmel von Christa Wolf wird unter demselben Titel von Konrad Wolf verfilmt.
- Einige der Lausbubengeschichten von Ludwig Thoma werden unter demselben Titel von Helmut Käutner verfilmt.
- Der Roman Alexis Sorbas von Nikos Kazantzakis wird unter demselben Titel von Michael Cacoyannis verfilmt.
- Der Roman Die Frau in den Dünen von Abe Kōbō wird unter demselben Titel von Hiroshi Teshigahara verfilmt; das Drehbuch schrieb Abe Kōbō.
- Der Roman Goldfinger von Ian Fleming wird unter demselben Titel von Guy Hamilton verfilmt.
- Der Roman Marnie des britischen Schriftstellers Winston Graham wird unter demselben Titel von Alfred Hitchcock verfilmt.
- Der Roman The Pawnbroker des amerikanischen Schriftstellers Edward Lewis Wallant wird unter demselben Titel von Sidney Lumet verfilmt.
- Die Erzählung Susuz yaz von Necati Cumalı wird unter demselben Titel von Metin Erksan verfilmt.
- Der Kriminalroman Fool’s Gold von Bert und Dolores Hitchens wird von Jean-Luc Godard nach eigenem Drehbuch als Bande à part verfilmt.
- Nach einem Roman von Jean Ray dreht Jean-Pierre Mocky die Kriminalfarce Angst in der Stadt.

## Neuerscheinungen
- 007 James Bond und sein gefährlichster Auftrag – Ian Fleming
- 100 berühmte japanische Berge – Kyūya Fukada (OA)
- The Act of Creation – Arthur Koestler (Sachbuch)
- Akuma-kun – Shigeru Mizuki (Manga)
- Alpenballade – Wassil Bykau (OA)
- Amras – Thomas Bernhard
- An der Grenze – Hans Mühlethaler (Drama)
- An Area of Darkness – V. S. Naipaul
- Atempause – Primo Levi
- Augenblicke – Walter Helmut Fritz
- Bartls Abenteuer – Marlen Haushofer
- Die Berliner Antigone – Rolf Hochhuth
- Der Bienenkorb – Camilo José Cela
- Blätter aus dem Brotsack – Max Frisch (Neuausgabe)
- Das blaue Zimmer – Georges Simenon (OA und dEA)
- Blühender Judasbaum – Katherine Anne Porter (erweit. engl. Ausgabe als Collected Stories sowie dt. Neuübersetzung)
- Boys and Girls – Alice Munro
- Brüder unter fremder Sonne – Chad Oliver
- The Burning World – J. G. Ballard
- A Caribbean Mystery – Agatha Christie
- Charlie and the Chocolate Factory – Roald Dahl
- Chitty-Chitty-Bang-Bang – Ian Fleming (Text) und John Burningham (Illustrationen) – Kinderbuch
- Chloé – Boris Vian
- Die dritte Leuchtkugel – Wassil Bykau
- Eichmann in Jerusalem – Hannah Arendt (erste deutsche Ausgabe)
- Eigentlich möchte Frau Blum den Milchmann kennenlernen – Peter Bichsel; darin enthalten u. a. die Kurzgeschichten:
  - Der Milchmann; San Salvador; Die Tochter
- Entfernung von der Truppe – Heinrich Böll
- Es ist nicht leicht, ein Gott zu sein – Arkadi und Boris Strugazki (OA)
- Explosion in der Kathedrale – Alejo Carpentier
- Die Falle – Wassil Bykau (OA)
- Falsches Spiel – Georgette Heyer
- Ferien auf Saltkrokan – Astrid Lindgren
- Ferne Sterne – Eric Frank Russell
- Ferrareser Geschichten – Giorgio Bassani; umfassend:
  - Eine Gedenktafel in der Via Mazzini
  - In einer Nacht des Jahres 1943
  - Die letzten Jahre der Clelia Trotti
  - Lida Mantovani
  - Der Spaziergang vor dem Abendessen
- Fortsetzung des Berichts – Ror Wolf
- Friedrich Engels und das Problem der geschichtslosen Völker – Roman Rosdolsky (Erstausgabe des Hauptteils der Dissertation von 1929)
- Geständnis einer Maske – Yukio Mishima
- Der geteilte Himmel – Christa Wolf (erste „Westausgabe“)
- Die Glocken von Bicêtre – Georges Simenon
- Grande Sertão – João Guimarães Rosa
- Das große Protokoll gegen Zwetschkenbaum – Albert Drach (entstanden 1939)
- Die große Reise – Jorge Semprún
- Habgier – Gabriele Wohmann (entstanden 1964)
- Die Harfe des Glücks – Yukio Mishima (Drama, OA; 1964 auch UA)
- Hello, Dolly! – Jerry Herman und Michael Stewart
- Das Herz der 6. Armee – Heinz G. Konsalik
- Herzog – Saul Bellow
- Hinter der Tür – Giorgio Bassani (OA)
- I Never Promised You a Rose Garden – Hannah Green
- Ich will auch in die Schule gehen – Astrid Lindgren
- Im Dickicht – Ryūnosuke Akutagawa
- Impromptu oder der Hirt und sein Chamäleon – Eugène Ionesco (Drama)
- In the Ruins – Roald Dahl (Kurzgeschichte)
- In der Sache J. Robert Oppenheimer – Heinar Kipphardt (Drama)
- Inadmissible Evidence – John Osborne (Drama)
- Insel der Eroberer – Nelson S. Bond
- Jargon der Eigentlichkeit – Theodor W. Adorno (Kritische Theorie)
- Die kleine Lok Ivor – Oliver Postgate (Bilderbuch)
- Der Kleine Pauly (Fachenzyklopädie in fünf Bänden; 1964–1975)
- Kühe in Halbtrauer – Arno Schmidt; darin enthalten u. a. die Erzählungen:
  - Windmühlen; Der Sonn’ entgegen; Kühe in Halbtrauer; Kundisches Geschirr; Caliban über Setebos
- Lehmanns Erzählungen – Siegfried Lenz
- Lieben – Henry Green
- Der Llano in Flammen – Juan Rulfo
- Lügengeschichten – Martin Walser
- Das Mädchen hinterm Fenster – Patricia Highsmith
- Maigret ist wütend und Maigret se défend und Maigret et le fantôme und Maigret und der Clochard und Maigret bei den Flamen – Georges Simenon
- Man bittet zu läuten – Günter Eich (Hörspiel)
- Marat/Sade – Peter Weiss
- Martian Time-Slip – Philip K. Dick
- Das Martyrium des Peter O Hey – Sławomir Mrożek
- Mein Freund Bunbury – Liedtexte: Jürgen Degenhardt (Musical nach Oscar Wilde)
- Mein Katalonien – George Orwell
- Mein Name sei Gantenbein – Max Frisch
- Die Mohrin – Tankred Dorst
- Les mots – Jean-Paul Sartre
- Mountain Engines – Wilbert Vere Awdry (Kinderbuch)
- A Moveable Feast – Ernest Hemingway
- The Mystery of the Stuttering Parrot – Robert Arthur (Bd. 2 der Reihe Alfred Hitchcock and The Three Investigators)
- Mythen des Alltags – Roland Barthes
- Nacht – Edgar Hilsenrath
- Nathalie und L’Orange – Gilbert Bécaud (Musik) und Pierre Delanoë (Texte)
- Die öffentliche Meinung – Walter Lippmann (Sachbuch)
- One-Dimensional Man – Herbert Marcuse
- Onkel Poppoff kann auf Bäume fliegen – Janosch
- Paulina 1880 – Pierre Jean Jouve
- Paradox über den Schauspieler – Denis Diderot (Essay)
- Eine persönliche Erfahrung – Kenzaburō Ōe
- Pryscilla und der Columbus – Arno Reinfrank
- Quan Yuan sanqu – Hrsg.: Sui Shusen (Anthologie chinesischer Gedichte)
- Das Reich von dieser Welt – Alejo Carpentier
- The Roar of the Greasepaint – The Smell of the Crowd – Leslie Bricusse und Anthony Newley (Musical)
- Rotfuchs – Jules Renard (TB-Neuausgabe)
- Der Sammler – John Fowles
- Die Schiffbrüchigen der Zeit – Autor: Jean-Claude Forest; Zeichner (später auch Autor): Paul Gillon (Comicserie, erschienen ab 1964)
- Der schöne Sommer – Cesare Pavese
- Der Schuhu und die fliegende Prinzessin – Peter Hacks
- Der Schwarze Schwan – Martin Walser (Drama)
- The Secret of Terror Castle – Robert Arthur (Bd. 1 der Reihe Alfred Hitchcock and The Three Investigators)
- The Seed from the Sepulchre – Clark Ashton Smith (erste Buchveröffentlichung)
- Seid nett zu Mr. Sloane – Joe Orton (Drama)
- Seide und Erkenntnis – Yukio Mishima (OA)
- Die sieben Todsünden des Deutschen Reiches im Ersten Weltkrieg – Sebastian Haffner (Sachbuch)
- Die sieben unterirdischen Könige – Alexander Wolkow (OA)
- Simulacron-3 (auch: Counterfeit World) – Daniel F. Galouye (OA)
- Sonnenpferde und Astronauten – Hrsg.: Gerhard Wolf (Lyrikanthologie junger DDR-Autoren)
- Der Spion, der aus der Kälte kam – John le Carré
- Struppi, der wasserscheue Hund – Gene Zion (Bilderbuch)
- Der Sturm aus dem Nichts – J. G. Ballard
- Ein Sühnefest – Brian Moore
- Summa technologiae – Stanisław Lem (OA)
- Swimmy – Leo Lionni (Bilderbuch)
- Der Tag der Auferstehung – Sakyō Komatsu (OA)
- Der Tag der Eule – Leonardo Sciascia
- Tag der Heuschrecke – Nathanael West
- Theologie der Hoffnung – Jürgen Moltmann
- Die Tochter Jephthas – Gertrud von le Fort
- Todas las sangres – José María Arguedas
- Transit – Edmund Cooper
- Der Unbesiegbare und Robotermärchen – Stanisław Lem (OA)
- Der Unfall und andere Fälle – Agatha Christie
- Die Verschwörung der Gleichen – Ilja Ehrenburg (russ. Ersterscheinung in Buchform)
- Wahrheit und Politik – Hannah Arendt (Essay)
- Wahrlich – Ingeborg Bachmann (Widmungsgedicht)
- Die Wasser der Hügel – Marcel Pagnol
- You Only Live Twice – Ian Fleming
- Der Zauberer der Smaragdenstadt – Alexander Wolkow
- Zeichen auf dem Weg – Sayyid Qutb (Sachbuch)

## Geboren

### Januar
- 01. Januar: Khaled Khalifa, syrischer Schriftsteller († 2023)
- 02. Januar: Ekkehart Baumgartner, deutscher Sozialwissenschaftler, Schriftsteller und Essayist
- 02. Januar: Ulrich Blumenbach, deutscher literarischer Übersetzer
- 02. Januar: Margret Kreidl, österreichische Schriftstellerin
- 02. Januar: Carlo Schäfer, deutscher Krimiautor († 2015)
- 03. Januar: Toshiyuki Horie, japanischer Schriftsteller und Übersetzer
- 03. Januar: Tomi Mäkelä, finnischer Musikwissenschaftler und Autor
- 03. Januar: Berndt Schmidt, deutscher Kulturmanager, Theaterintendant und -produzent
- 04. Januar: Michael Brenner, deutscher Historiker
- 04. Januar: Stanislav Struhar, tschechisch-österreichischer Dichter und Schriftsteller
- 06. Januar: Alfred Goubran, österreichischer Schriftsteller, Verleger und Übersetzer
- 06. Januar: Dirk Kruse, deutscher Journalist, Schriftsteller, Essayist und Kritiker
- 10. Januar: Daniele Finzi Pasca, Schweizer Theaterautor, Regisseur und Theatergründer
- 13. Januar: Ulrike Herrmann, deutsche Wirtschaftsjournalistin und Publizistin
- 16. Januar: Lutz Hübner, deutscher Dramatiker, Schauspieler und Regisseur
- 17. Januar: Jörg Bernig, deutscher Dichter, Schriftsteller, Essayist und Herausgeber
- 17. Januar: Jens König, deutscher Journalist und Sachbuchautor
- 17. Januar: Raoul Schrott, österreichischer Schriftsteller
- 17. Januar: Anton Valens, niederländischer Schriftsteller und Maler († 2021)
- 18. Januar: Anne Oterholm, norwegische Schriftstellerin und Literaturkritikerin
- 18. Januar: Daniel Schäfer, deutscher Medizinhistoriker und Buchautor
- 18. Januar: Fabian Stech, deutsch-französischer Autor und Übersetzer († 2015)
- 19. Januar: Marit Törnqvist, schwedisch-niederländische Illustratorin für Kinderbücher und Autorin
- 20. Januar: Michael Düblin, Schweizer Schriftsteller
- 20. Januar: Christine Roiter, österreichische Dichterin und Schriftstellerin
- 20. Januar: Fareed Zakaria, US-amerikanischer Journalist und Buchautor
- 22. Januar: Christian Bernhardt, deutscher Schriftsteller
- 25. Januar: Roland Buti, französischsprachiger Schweizer Schriftsteller
- 25. Januar: Andreas Neeser, Schweizer Dichter und Schriftsteller
- 25. Januar: Grit Poppe, deutsche Schriftstellerin
- 26. Januar: Chico César, brasilianischer Musiker und Autor
- 29. Januar: Minetarō Mochizuki, japanischer Mangaka
- 31. Januar: Hasso Krull, estnischer Lyriker, Essayist und Übersetzer
- 00. Januar: Stefan Gandler, deutscher Autor und Übersetzer
- 00. Januar: Roland Voggenauer, deutscher Krimi-Schriftsteller

### Februar
- 01. Februar: Kaká Werá, brasilianischer (Kayapo) Schriftsteller
- 07. Februar: Annett Gröschner, deutsche Schriftstellerin und Journalistin
- 07. Februar: Raymond Paul Mears, britischer Sachbuchautor
- 12. Februar: Andreas Eckert, deutscher Historiker und Afrikanist
- 13. Februar: Pierre Bottero, französischer Schriftsteller († 2009)
- 14. Februar: Heike B. Görtemaker, deutsche Historikerin und Biografin
- 15. Februar: Duran Çetin, türkischer Schriftsteller
- 17. Februar: Adeeb Khalid, Autor insbes. zum zentralasiatischen Islam
- 19. Februar: Jonathan Lethem, US-amerikanischer Schriftsteller
- 21. Februar: Klaus Böldl, deutscher Skandinavist und Schriftsteller
- 21. Februar: Holger Kreitling, deutscher (Kultur-)Journalist und Autor
- 21. Februar: Boris Pfeiffer, deutscher Autor
- 21. Februar: Susanne Seitz, deutsche Schriftstellerin
- 22. Februar: Irene Larsen, norwegisch-samische Lyrikerin und Schriftstellerin norwegischer Sprache sowie Verbandsfunktionärin
- 23. Februar: Joseph O’Neill, irischer Schriftsteller und Kritiker
- 23. Februar: Gregor Seferens, deutscher Übersetzer
- 24. Februar: Robert McLiam Wilson, nordirischer Schriftsteller
- 25. Februar: Holger Hauer, deutscher Schauspieler, Theaterregisseur und Musicalautor
- 25. Februar: Lisa Weichart, deutsche Autorin
- 27. Februar: Ilse Helbrecht, deutsche Kultur- und Sozialgeographin und Autorin
- 27. Februar: Felicitas Hillmann, deutsche Human-, Stadt- und Sozialgeographin sowie Migrationswissenschaftlerin
- 28. Februar: Lotta Lotass, schwedische Schriftstellerin und Literaturwissenschaftlerin
- 28. Februar: Daniel Munduruku, brasilianischer Schriftsteller indigener Herkunft
- 00. Februar: Ben Aaronovitch, britischer Schriftsteller

### März
- 02. März: İsmet Elçi, kurdisch-deutscher Regisseur und Schriftsteller
- 02. März: Ayfer Tunç, türkische Schriftstellerin
- 03. März: David Signer, Schweizer Ethnologe, Journalist, Schriftsteller und Essayist
- 04. März: Thomas Hofmann, österreichischer Geologe, Paläontologe und Wissenschaftsautor
- 04. März: Sujata Massey, US-amerikanische Krimiautorin
- 06. März: Sylke Tannhäuser, deutsche Krimiautorin
- 07. März: Bret Easton Ellis, US-amerikanischer Schriftsteller
- 07. März: Alberto Fuguet, chilenischer Schriftsteller und Filmregisseur
- 08. März: Attila Vidnyánszky, ungarischer Theaterregisseur und -intendant
- 11. März: Barbara Bollwahn, deutsche Schriftstellerin und Übersetzerin († 2018)
- 11. März: Leena Lehtolainen, finnische Schriftstellerin
- 12. März: Kathrin Razum, deutsche Lektorin und Übersetzerin
- 16. März: Thomas Fuchs, deutscher Schriftsteller
- 16. März: Sören Olsson, schwedischer Kinder- und Jugendbuchautor
- 16. März: Carola Wegerle, deutsche Schauspielerin und Autorin
- 17. März: Ilona Stumpe-Speer, deutsche Dichterin und Schriftstellerin
- 18. März: Sadie Plant, britische Kulturphilosophin und Autorin
- 19. März: Andrea Tornielli, italienischer Journalist, Buchautor und Biograf
- 20. März: Anne Dufourmantelle, französische Philosophin, Psychoanalytikerin und Autorin († 2017)
- 20. März: Anne Fingerling, deutsche Autorin († 2022)
- 21. März: Magnus Brechtken, deutscher Historiker und (biografischer) Autor
- 21. März: Kaori Ekuni, japanische Schriftstellerin
- 22. März: Tom Wolf, deutscher Literaturwissenschaftler und Schriftsteller
- 23. März: Bettina Obrecht, deutsche Schriftstellerin, Kinder- und Jugendbuchautorin und Übersetzerin
- 24. März: Verena Kiefer, deutsche Übersetzerin aus dem Niederländischen
- 24. März: Guy Krneta, Schweizer Schriftsteller und Dramatiker
- 24. März: Jaan Tätte, estnischer Dramatiker, Dichter und Schauspieler
- 25. März: Kate DiCamillo, US-amerikanische Kinderbuch-Autorin
- 25. März: Maja Nielsen, deutsche Schriftstellerin
- 26. März: Crisódio Araújo, osttimoresischer Lyriker, Akademiker und Politiker († 2021)
- 27. März: Hartwig Mauritz, deutscher Lyriker

### April
- 01. April: Dagmar Mißfeldt, deutsche Übersetzerin und Herausgeberin
- 01. April: José Rodrigues dos Santos, portugiesischer Journalist und Schriftsteller
- 02. April: Manuela Kay, deutsche Autorin
- 05. April: Stephan Kaluza, deutscher bild. Künstler und Autor
- 05. April: Martin Willi, Schweizer Schriftsteller
- 06. April: Martha-Luise Lessing, deutsche Dichterin, Schriftstellerin und Verlegerin
- 06. April: Dirk Schmidt, deutscher Hörspielautor und Schriftsteller
- 07. April: Frank Ramond, deutsch-französischer Liedtexter und …
- 08. April: Petra E. Jörns, deutsche Schriftstellerin
- 08. April: Janne Teller, dänische Schriftstellerin
- 08. April: Gonda Van Steen, belgisch-amerikanische Altphilologin und Neogräzistin
- 09. April: Margaret Peterson Haddix, US-amerikanische Schriftstellerin
- 11. April: Bud Rose, deutscher Schauspieler, Autor und Poetry-Slammer († 2017)
- 12. April: Ana Lederer, kroatische Theaterwissenschaftlerin, -kritikerin, -intendantin und Autorin
- 13. April: Jürgen Joachimsthaler, deutscher Literaturwissenschaftler und Autor († 2018)
- 15. April: Jarkko Sipilä, finnischer Journalist und (Krimi-)Schriftsteller († 2022)
- 16. April: Corinna Waffender, deutsche Schriftstellerin, Journalistin und Übersetzerin
- 18. April: Niall Ferguson, britischer Historiker und Autor
- 18. April: Isabella von Treskow, deutsche Romanistin und Autorin
- 20. April: Nasar Hontschar, ukrainischer Dichter und Schriftsteller († 2009)
- 20. April: Dea Loher, deutsche Dramatikerin und Prosaautorin
- 21. April: Emmanuel Guibert, französischer Comiczeichner und -szenarist
- 25. April: Tamás Kieselbach, ungarischer Kunsthistoriker und Autor
- 25. April: Marie Myung-Ok Lee, US-amerikanische Schriftstellerin und Essayistin
- 27. April: Alexander Pschera, deutscher Schriftsteller und Übersetzer
- 28. April: Ann-Marie Ljungberg, schwedische Schriftstellerin und Übersetzerin

### Mai
- 03. Mai: Peter Schwindt, deutscher Schriftsteller
- 04. Mai: Ralf Nestmeyer, deutscher Autor, insbes. von Reiseliteratur
- 05. Mai: Petra A. Bauer, deutsche Schriftstellerin und Sachbuchautorin
- 05. Mai: Françoise Cactus, französisch-deutsche Autorin, Musikerin und bildende Künstlerin († 2021)
- 05. Mai: Gui Minhai, chinesisch-schwedischer Autor und Verleger
- 05. Mai: Tom Reiss, US-amerikanischer Autor und Biograf
- 07. Mai: Elliot Perlman, australischer Schriftsteller
- 08. Mai: Torsten Meireis, deutscher Theologe und Autor
- 10. Mai: Leopold Decloedt, belgisch-österreichischer Germanist, Autor, Übersetzer und Herausgeber
- 10. Mai: Mats Malm, schwedischer Literaturwissenschaftler, Autor und Übersetzer
- 11. Mai: E. O. Chirovici, rumänischer Schriftsteller
- 12. Mai: Ferdinand von Schirach, deutscher Strafverteidiger und Schriftsteller
- 13. Mai: Mari Akasaka, japanische Schriftstellerin
- 13. Mai: Stephen Colbert, US-amerikanischer Moderator und (satirischer) Autor
- 13. Mai: Katia Fox, deutsche Romanautorin
- 14. Mai: David Chotjewitz, deutscher Schriftsteller und Übersetzer
- 15. Mai: Michael Lentz, deutscher Schriftsteller, Lyriker, ...
- 18. Mai: Tim Moore, britischer Buchautor und Journalist
- 19. Mai: Timo Parvela, finnischer Schriftsteller
- 21. Mai: Walter Homolka, deutscher Religionsphilosoph, Autor und Herausgeber
- 21. Mai: Maria Semple, US-amerikanische Schriftstellerin
- 21. Mai: Miriam Toews, kanadische Schriftstellerin
- 23. Mai: Robin M. Kowalski, US-amerikanische Psychologin und Autorin
- 25. Mai: Franz Brendle, deutscher Historiker und Autor
- 26. Mai: Caitlín R. Kiernan, US-amerikanische Autorin von Science-Fiction, Dark Fantasy und Comics
- 26. Mai: Rainer Merkel, deutscher Schriftsteller
- 27. Mai: Auli Mantila, finnische Filmemacherin und Schriftstellerin
- 27. Mai: Stefan aus dem Siepen, deutscher Jurist, Diplomat und Schriftsteller
- 28. Mai: David Baddiel, britischer Komiker und Schriftsteller
- 28. Mai: Birgit Kreipe, deutsche Lyrikerin
- 28. Mai: Theo Pointner, deutscher Krimi-Autor
- 30. Mai: Rita Falk, deutsche (Krimi-)Schriftstellerin
- 30. Mai: Thomas Grasberger, deutscher Journalist und Schriftsteller

### Juni
- 03. Juni: Ulf Kaack, deutscher Autor und Journalist
- 03. Juni: Tanya Lieske, deutsche Journalistin, Literaturkritikerin und Schriftstellerin
- 03. Juni: Peter Wohlleben, deutscher Naturschützer und Autor
- 04. Juni: Rafael Cardoso, brasilianischer Schriftsteller und Kunsthistoriker
- 04. Juni: Elke Kaiser, deutsche Prähistorikerin
- 05. Juni: Mikhaïl W. Ramseier, französischsprachiger Schweizer Journalist, Dichter, Schriftsteller und Essayist
- 05. Juni: Rick Riordan, US-amerikanischer Schriftsteller
- 06. Juni: Jay Lake, US-amerikanischer Science-Fiction- und Fantasy-Schriftsteller († 2014)
- 06. Juni: Christoph Poschenrieder, deutscher Schriftsteller
- 06. Juni: T. D. Reda, deutscher Schriftsteller
- 06. Juni: Steven Uhly, deutscher Schriftsteller und Übersetzer
- 07. Juni: Petr Hruška, tschechischer Lyriker und Literaturwissenschaftler
- 09. Juni: Francesca Melandri, italienische Schriftstellerin und Drehbuchautorin
- 09. Juni: Bart Moeyaert, belgisch-flämischer (Kinder- und Jugendbuch-)Autor
- 10. Juni: Lutz Büge, deutscher Journalist und Schriftsteller
- 12. Juni: Rebecca Noldus, niederländische Schriftstellerin
- 13. Juni: André Gago, portugiesischer Schauspieler, Schriftsteller und Übersetzer
- 13. Juni: Bettina Reimann, deutsche Journalistin und Schriftstellerin
- 13. Juni: Tobias Scheffel, deutscher Übersetzer aus dem Französischen
- 15. Juni: Bunjūrō Nakayama, japanischer Roman-Autor und Manga-Texter
- 16. Juni: Alice Grünfelder, schweizerisch-deutsche Schriftstellerin, Lektorin, Übersetzerin und Herausgeberin
- 18. Juni: Éric Chevillard, französischer Schriftsteller und Blogger
- 18. Juni: Michael Imhof, deutscher Kunsthistoriker und Verleger
- 18. Juni: Yang Yi, chinesisch-japanische Schriftstellerin
- 19. Juni: Boris Johnson, britischer Publizist und Politiker
- 20. Juni: Markus Schroer, deutscher Soziologe, Autor und Herausgeber
- 22. Juni: Dan Brown, US-amerikanischer Thriller-Autor
- 22. Juni: Christoph Quarch, deutscher Autor und Publizist
- 22. Juni: Robsie Richter, deutscher Autor, Lyriker, Verleger
- 23. Juni: Nikolaus Bernau, deutscher Architekturkritiker und Autor
- 23. Juni: Piotr Kępiński, polnischer Dichter, Literaturkritiker und Essayist
- 26. Juni: Conor Kostick, britisch-irischer Historiker und Schriftsteller
- 26. Juni: Marek Pivovar, tschechischer Dramaturg und Schriftsteller († 2021)
- 26. Juni: Sérgio Vaz, brasilianischer Dichter und Kulturvermittler
- 28. Juni: Sebastian Brather, deutscher Mittelalterarchäologe und Autor
- 28. Juni: Ilmar Tomusk, estnischer Kinderbuchautor, Essayist und Sprachpolitiker
- 00. Juni: Jesse Blackadder, australische Schriftstellerin und Journalistin († 2020)
- 00. Juni: Tanja Tuma, slowenische Schriftstellerin und Verlegerin

### Juli
- 01. Juli: Karen Anne Buljo, samisch-norwegische Schriftstellerin und Lyrikerin
- 02. Juli: Jörg Bergstedt, deutscher Umweltaktivist und Schriftsteller
- 03. Juli: Sascha Berst-Frediani, deutsch-italienischer Rechtsanwalt und Schriftsteller
- 05. Juli: Susanne Lange, deutsche Romanistin und Übersetzerin (überwieg.) aus dem Spanischen
- 05. Juli: Bärbel Mohr, deutsche Autorin esoterischer Literatur († 2010)
- 05. Juli: Jiyuan Yu, chinesisch-amerikanischer Philosoph und Philosophiehistoriker († 2016)
- 07. Juli: Henning Lobin, deutscher Germanist und Linguist
- 10. Juli: Annika Mannström, finnlandschwedische Buchautorin und -illustratorin
- 11. Juli: Helmut Krausser, deutscher Schriftsteller und Dramatiker
- 11. Juli: Christine Pitzke, deutsche Schriftstellerin
- 12. Juli: Lisbeth Exner, österreichische Autorin und Herausgeberin
- 12. Juli: Serge Lehman, französischer Schriftsteller von Science-Fiction, Comicautor und Herausgeber
- 13. Juli: Michael Fisch, deutscher Literaturwissenschaftler und Schriftsteller
- 13. Juli: Hans Rosenfeldt, schwedischer Schriftsteller
- 15. Juli: Johann Hinrich Claussen, deutscher Theologe und Autor
- 15. Juli: Ruth Schweikert, Schweizer Schriftstellerin († 2023)
- 17. Juli: Malte Prietzel, deutscher Mittelalterhistoriker, Autor und Biograf
- 18. Juli: Armin Senser, Schweizer Dichter und Schriftsteller
- 19. Juli: Sämi Weber, Schweizer Kinderbuchautor
- 20. Juli: Astrid Vollenbruch, deutsche Schriftstellerin (Pseudonym Sophie Matuschka)
- 22. Juli: Amir Zaidan, deutschsprachiger syrischer Autor und Übersetzer
- 24. Juli: Banana Yoshimoto, japanische Schriftstellerin
- 25. Juli: Anne Applebaum, US-amerikanisch-polnische Historikerin und Essayistin
- 26. Juli: Philippe Blasband, iranisch-belgischer Schriftsteller
- 26. Juli: Anne Provoost, flämische Schriftstellerin
- 26. Juli: Carl-Johan Vallgren, schwedischer Schriftsteller und Musiker
- 29. Juli: Susanne Fritz, deutsche Schriftstellerin und Regisseurin
- 29. Juli: T. J. Stiles, US-amerikanischer Schriftsteller, insbesond. Biograf
- 30. Juli: Daniel Morden, walisischer Storyteller und Schriftsteller
- 31. Juli: Michael Bienert, deutscher Literaturwissenschaftler und Essayist
- 00. Juli: Daniel Doujenis, griechisch-österreichischer Theaterregisseur, Schauspieler und Rezitator
- 00. Juli: Sarah Nemitz, deutsche Theater- und Drehbuchautorin und Schauspielerin

### August
- 01. August: Edward van de Vendel, niederländischer Schriftsteller von Bilder-, Kinder- und Jugendbüchern
- 03. August: Radek Knapp, österreichischer Schriftsteller
- 03. August: Ulrich Schaal, deutscher Journalist und Autor von Erzählungen
- 05. August: Stefan Lehnberg, deutscher Regisseur und Autor
- 07. August: Antonio Manzini, italienischer Schriftsteller
- 08. August: Klaus Ebner, österreichischer Dichter, Schriftsteller und Essayist
- 08. August: Anne Marie Pircher, Lyrikerin und Schriftstellerin aus Südtirol
- 10. August: Anja Fröhlich, deutsche Schriftstellerin
- 11. August: Jim Lee, südkoreanisch-amerikanischer Comiczeichner, -autor und -verleger
- 13. August: Susanne Geiger, deutsche Schriftstellerin
- 15. August: Guido Eckert, deutscher Journalist und Schriftsteller
- 15. August: Rainer Forst, deutscher Politologe und Philosoph
- 16. August: Stefan Moster, deutscher Schriftsteller und Übersetzer
- 17. August: Ana Cecilia Prenz Kopušar, argentinische Schriftstellerin und Übersetzerin (in Triest lebend)
- 17. August: Telat Yurtsever, deutscher Theaterregisseur, -gründer und -autor († 2021)
- 19. August: Valeria Ränik, estnische Dichterin und Schriftstellerin
- 20. August: Dörte Hansen, deutsche Linguistin, Journalistin und Schriftstellerin
- 20. August: Benedikt Ledebur, deutsch-österreichischer Lyriker, Essayist, Kritiker und Übersetzer
- 21. August: Johnny Haeusler, deutscher Musiker, Blogger, Mediendesigner, Autor, …
- 21. August: Rachel Ward, britische Jugendbuchautorin
- 23. August: Miriam Margraf, deutsche Schriftstellerin und Übersetzerin
- 24. August: Sven Böttcher, deutscher Schriftsteller und Übersetzer
- 24. August: Beatrice Gründler, deutsche Arabistin und Autorin
- 26. August: Joachim Helfer, deutscher Schriftsteller und Übersetzer
- 28. August: Traci Harding, australische Schriftstellerin
- 29. August: Jérôme Leroy, französischer Schriftsteller
- 29. August: Laura S. Matthews, britische Kinderbuchautorin
- 29. August: Daniele Meocci, deutschsprachiger Schweizer Kinder- und Jugendbuchautor
- 31. August: Edwin Paul Wieringa, niederländischer Indonesist, Islamwissenschaftler und Übersetzer

### September
- 01. September: Martha Wells, US-amerikanische Fantasy- und Science-Fiction-Autorin
- 04. September: Patrick Kokontis, Schweizer Schriftsteller († 2021)
- 06. September: Barbara Zoschke, deutsche Kinderbuchautorin
- 09. September: Aleksandar Hemon, bosnisch-amerikanischer Schriftsteller
- 09. September: Laurenz Lütteken, deutscher Musikwissenschaftler
- 09. September: Eyal Sivan, israelischer Filmemacher und Autor
- 10. September: Klaus Cornfield, deutscher Comicautor und -zeichner
- 10. September: Edmund de Waal, britischer Keramiker und Schriftsteller
- 13. September: Rafał Ziemkiewicz, polnischer Schriftsteller
- 15. September: Anne Kolb, deutsche Althistorikerin, Autorin und Herausgeberin
- 16. September: Pavol Rankov, slowakischer Schriftsteller
- 17. September: Robert Rollinger, österreichischer Althistoriker und Altorientalist
- 18. September: Franziska Augstein, deutsche Journalistin, Essayistin, Biografin
- 19. September: Simon Singh, britischer Wissenschaftsautor
- 19. September: Yvonne Vera, simbabwische Schriftstellerin († 2005)
- 21. September: Andy Duncan, US-amerikanischer Science-Fiction- und Fantasy-Schriftsteller
- 22. September: Carina von Enzenberg, deutsche Übersetzerin
- 22. September: Tanja Jeschke, deutsche Schriftstellerin und Literaturkritikerin
- 24. September: Karin Smirnoff, schwedische Schriftstellerin
- 24. September: Rebecca Stott, britische Literaturwissenschaftlerin und Schriftstellerin
- 25. September: Rebecca Gablé, deutsche Schriftstellerin
- 25. September: Ida Jessen, dänische Schriftstellerin
- 25. September: Carlos Ruiz Zafón, spanischer Schriftsteller († 2020)
- 25. September: Thomas Tuma, deutscher Journalist und (Krimi-)Autor
- 26. September: Stefan Berger, deutscher Historiker und Autor
- 27. September: Alfred Bekker, deutscher Schriftsteller
- 30. September: Sola Osofisan, nigerianischer Schriftsteller (englisch schreibend)

### Oktober
- 01. Oktober: Bernd Kreimeier, deutscher Science-Fiction-Schriftsteller
- 01. Oktober: Cristina Rivera Garza, mexikanische Soziologin, Historikerin, Schriftstellerin und Dichterin
- 03. Oktober: Morten Søndergaard, dänischer Dichter, Schriftsteller, Übersetzer und Klanginstallateur
- 04. Oktober: Folake Onayemi, nigerianische Altphilologin und Komparatistin († 2024)
- 05. Oktober: Christopher Schmidt, deutscher Literatur- und Theaterkritiker († 2017)
- 07. Oktober: Elżbieta Adamiak, polnische Theologin und Publizistin
- 07. Oktober: Max Otte, deutsch-amerikanischer Ökonom und Autor
- 07. Oktober: Dan Savage, US-amerikanischer Journalist und Autor
- 08. Oktober: Jakob Arjouni, deutscher Schriftsteller († 2013)
- 08. Oktober: Wassyl Machno, ukrainischer Schriftsteller, Dichter und Übersetzer
- 09. Oktober: Jacqueline Carey, US-amerikanische Autorin von Fantasyromanen
- 09. Oktober: Martina Sens, deutsche Heilpraktikerin und Autorin
- 09. Oktober: Guillermo del Toro, mexikanischer Filmemacher und Schriftsteller
- 12. Oktober: Marie-Paule Jungblut, luxemburgische Historikerin, Kuratorin und Autorin
- 13. Oktober: Renata Schmidtkunz, deutsch-österreichische Redakteurin, Moderatorin, Theologin und Autorin
- 16. Oktober: Jean-Philippe Blondel, französischer Schriftsteller
- 16. Oktober: Jörg Jacob, deutscher Schriftsteller
- 16. Oktober: Emanuel Pastreich, US-amerikanischer Ostasienspezialist und Essayist
- 18. Oktober: Charles Stross, britischer Science-Fiction-, Horror- und Fantasy-Autor
- 20. Oktober: Ela Angerer, österreichische Journalistin und Schriftstellerin
- 24. Oktober: Yilmaz Dziewior, deutscher Kunsthistoriker, Kurator und Autor
- 24. Oktober: Amor Towles, US-amerikanischer Schriftsteller
- 26. Oktober: Kazuaki Takano, japanischer Schriftsteller
- 29. Oktober: Snježana Kordić, kroatische Soziolinguistin und Autorin
- 31. Oktober: Nils Jörn, deutscher Historiker, Autor und Herausgeber
- 31. Oktober: Patrick Schimanski, deutscher Theaterregisseur

### November
- 02. November: Veiko Märka, estnischer Schriftsteller und Kritiker
- 02. November: Salah Naoura, deutscher Kinderbuchautor und -übersetzer
- 02. November: Lynn Nottage, US-amerikanische Dramatikerin
- 04. November: Oliver Mertins, deutscher Dichter, Schriftsteller und Übersetzer († 2020)
- 08. November: Simon Borowiak, deutscher Schriftsteller
- 10. November: Zyta Rudzka, polnische Dichterin, Schriftstellerin und Dramatikerin
- 11. November: Mark Gevisser, südafrikanischer Journalist und Schriftsteller
- 11. November: Wolfram Weimer, deutscher Verleger, Publizist und Autor
- 12. November: Eric Nylund, US-amerikanischer Autor
- 13. November: Małgorzata Saramonowicz, polnische Schriftstellerin
- 13. November: Daniela Schenk, Schweizer Schriftstellerin
- 13. November: Denis Scuto, luxemburgischer Historiker und Autor
- 13. November: Anne Weber, deutsche Schriftstellerin und Übersetzerin
- 13. November: Frank Westerman, niederländischer Journalist und Schriftsteller
- 14. November: Ana Cristina Silva, portugiesische Schriftstellerin
- 17. November: Marina Carr, irische Dramatikerin
- 17. November: Joachim Mischke, deutscher Journalist und Sachbuchautor
- 17. November: Elmar Tannert, deutscher Schriftsteller und Übersetzer
- 21. November: Andreas P. Pittler, österreichischer Schriftsteller
- 22. November: Henning Ahrens, deutscher Schriftsteller und Übersetzer
- 23. November: Daniela Strigl, österreichische Literaturkritikerin, Essayistin, Biografin, Herausgeberin
- 24. November: Rainer Juriatti, österreichischer Schriftsteller
- 26. November: Andrés Echevarría, uruguayischer Schriftsteller, Dichter und Dramatiker
- 27. November: Silvia Helene Henke, deutsche Autorin
- 27. November: David Rakoff, kanadisch-amerikanischer Autor und Komiker († 2012)
- 28. November: Sherko Fatah, deutscher Schriftsteller
- 29. November: Dorothea Nürnberg, österreichische Schriftstellerin († 2022)
- 30. November: Thomas Hettche, deutscher Schriftsteller, Essayist und Übersetzer
- 30. November: Sonja Röder, deutsche Schriftstellerin
- 00. November: Jutta Oltmanns, deutsche Schriftstellerin
- 00. November: Micha Pansi, Schweizer Fantasyautorin

### Dezember
- 01. Dezember: Jo Walton, walisisch-kanadische Fantasy- und Science-Fiction-Autorin
- 02. Dezember: Michaela Schmölz-Häberlein, deutsche Historikerin
- 04. Dezember: Feridun Zaimoglu, deutscher Schriftsteller
- 06. Dezember: Sylvie Goulard, französische Politologin, Politikerin und Essayistin
- 07. Dezember: J. R. Moehringer, US-amerikanischer Journalist und Schriftsteller
- 08. Dezember: Richard David Precht, deutscher Autor
- 09. Dezember: Hanna Caspian, deutsche Schriftstellerin
- 09. Dezember: Hape Kerkeling, deutscher Autor
- 10. Dezember: Oliver Czeslik, deutscher Dramatiker
- 11. Dezember: Helene Uri, norwegische Sprachwissenschaftlerin und Schriftstellerin
- 11. Dezember: Ayelet Waldman, US-amerikanische Juristin, Schriftstellerin und Essayistin
- 14. Dezember: Corbeyran, französischer Comicautor
- 14. Dezember: Mojca Kumerdej, slowenische Schriftstellerin und Publizistin
- 15. Dezember: Karen-Susan Fessel, deutsche Schriftstellerin
- 15. Dezember: Rainer Kersten, deutscher Übersetzer
- 15. Dezember: Denis Scheck, deutscher Literaturkritiker
- 16. Dezember: Sylvia Brownrigg, US-amerikanische Schriftstellerin und Literaturkritikerin
- 17. Dezember: Peter Trawny, deutscher Philosoph
- 19. Dezember: Thomas Brussig, deutscher Schriftsteller
- 19. Dezember: Clementine Skorpil, österreichische Schriftstellerin und Lektorin
- 21. Dezember: Daniel Suarez, US-amerikanischer Schriftsteller
- 21. Dezember: Bibi Dumon Tak, niederländische Kinder- und Jugendbuchautorin
- 24. Dezember: Robert von Rimscha, deutscher Sachbuchautor und Biograf
- 24. Dezember: Sarah Winman, britische Schriftstellerin und Schauspielerin
- 25. Dezember: Ian Bostridge, britischer Opernsänger und Autor
- 25. Dezember: Tanja Scheer, deutsche Althistorikerin
- 25. Dezember: Nino Vetri, italienischer Schriftsteller und Musiker
- 26. Dezember: Ulf S. Graupner, deutscher Comiczeichner, -autor und Illustrator
- 26. Dezember: Elizabeth Kostova, US-amerikanische Schriftstellerin
- 29. Dezember: Lenka Lanczová, tschechische Jugendbuchautorin
- 29. Dezember: Philip Ridley, britischer bild. Künstler, Schriftsteller und Dramatiker
- 30. Dezember: Christof Rapp, deutscher Philosoph und Philosophiehistoriker

### Genaues Datum unbekannt
- Leila Aboulela, sudanesische Schriftstellerin
- Neshani Andreas, namibische Schriftstellerin († 2011)
- Michael Angele, deutsch-schweizerischer Journalist, Literaturwissenschaftler und Schriftsteller
- Louis Anschel (Pseud.), deutscher Schriftsteller
- Vüqar Aslanov, aserbaidschanischer Schriftsteller und Journalist
- Sefi Atta, nigerianische Schriftstellerin
- Stéphane Audeguy, französischer Schriftsteller und Literaturwissenschaftler
- Nicole Bachmann, Schweizer Krimi-, Hörspiel-, Kinder- und Sachbuchautorin
- Alexander Bálly, deutscher Schriftsteller
- Esther Bendahan, spanische Schriftstellerin
- Bi Feiyu, chinesischer Schriftsteller
- Ljubomir Bratić, jugoslawisch-österreichischer Migrationsforscher und Autor
- Elske Brault, deutsche Journalistin und Schriftstellerin
- Claudia Breitsprecher, deutsche Schriftstellerin
- Rhidian Brook, britischer Schriftsteller, Drehbuchautor und Journalist
- Anette Brunner, deutsche Kunsthistorikerin und Autorin
- Sabine Büchner, deutsche Bilder- und Kinderbuchillustratorin
- Kristin Bührig, deutsche Germanistin, Autorin und Herausgeberin
- Anke Caroline Burger, deutsche Übersetzerin
- Christiane Cantauw, deutsche Volkskundlerin und Autorin
- Dulce Maria Cardoso, portugiesische Schriftstellerin
- María do Mar Castro Varela, spanische Politikwissenschaftlerin, Psychologin und Pädagogin
- Cheon Myeong-kwan, südkoreanischer Schriftsteller und Drehbuchautor
- Frank Decker, deutscher Politologe
- Mirko Demić, serbischer Schriftsteller
- Robin Detje, deutscher Autor und Übersetzer
- Dominik Dombrowski, deutschamerikanischer Lyriker, Lektor, Kritiker und Übersetzer
- Frank Domeier, deutscher Schriftsteller
- Jenny Downham, britische Schriftstellerin
- Markus Dullin, deutscher Schriftsteller
- Ekrem Dumanlı, türkischer Schriftsteller und Journalist
- Simone Christine Ehmig, deutsche Kommunikationswissenschaftlerin
- Holger Ehrhardt, deutscher Germanist und Märchenforscher
- Hartmut El Kurdi, deutscher Schriftsteller
- Thomas Endl, deutscher Schriftsteller, Kinderbuchautor, Herausgeber und Verleger
- Timo Felber, deutscher Germanist und Literaturwissenschaftler
- Paul Finch, britischer Schriftsteller
- Jürgen Flenker, deutscher Autor
- Aminatta Forna, britische Schriftstellerin
- Bernd Frenz, deutscher Autor
- Henryk Gericke, deutscher Dichter, Schriftsteller, Übersetzer, Herausgeber, Galerist
- Jacky Gleich, deutsche Buchillustratorin
- Jason Goodwin, britischer Historiker und Schriftsteller
- Nada Gordon, US-amerikanische Lyrikerin
- Ulrike Guérot, deutsche Politologin und Publizistin
- Rainer Gussek, deutscher Autor
- Markus Guthmann, deutscher Schriftsteller
- Varg Gyllander, schwedischer Krimiautor
- Rawi Hage, libanesisch-kanadischer Schriftsteller
- Susanne Hahn, deutsche Philosophin
- Stephan Harbort, deutscher Kriminalist und Sachbuchautor
- Andrew Harman, britischer Fantasyautor
- Harald Havas, österreichischer Autor
- Thomas Hecken, deutscher Literatur- und Kulturwissenschaftler (Schwerpunkt Popkultur)
- Yael Hedaya, israelische Schriftstellerin
- Ann-Marlene Henning, dänische Psychologin und Autorin
- Marc Höpfner, deutscher Schriftsteller
- Huh Su-kyung, südkoreanische Dichterin und Schriftstellerin († 2018)
- Bożena Intrator, polnisch-amerikanische Schriftstellerin und Übersetzerin
- Helena Janeczek, deutsch-italienische Schriftstellerin
- Paul Kainbacher, österreichischer Geographiehistoriker (Erforschung Afrikas) und Antiquar
- Orsolya Kalász, ungarische Lyrikerin und Literaturübersetzerin
- Heike Kamaris, deutsche Fantasy-Autorin
- Annette Keilhauer, deutsche Romanistin, Germanistin und Übersetzerin
- Ralph Keim, deutscher Journalist und Schriftsteller
- Ursula Keller, deutsche Autorin und Übersetzerin
- Chip Kidd, US-amerikanischer Buchillustrator und Autor
- Robert Klanten, deutscher Verleger
- Julie Klassen, US-amerikanische Schriftstellerin
- Gisa Klönne, deutsche Krimischriftstellerin und Journalistin
- Maria Knissel, deutsche Schriftstellerin
- Gerhard Kölsch, deutscher Kunsthistoriker und wissenschaftlicher Autor
- Erwin Köstler, österreichischer Literaturwissenschaftler, Übersetzer und Essayist
- Joanna Krakowska, polnische Theaterwissenschaftlerin und Übersetzerin
- Martin Krauß, deutscher Politologe, Journalist und (Sport-)Buchautor
- Silke Lambeck, deutsche Schriftstellerin und Journalistin
- Suzanne Latour, deutsche Schriftstellerin
- Jörg Lau, deutscher Journalist und Autor
- Stefan Laube, deutscher Kulturwissenschaftler und Historiker
- Guillermo Lema, argentinischer Schriftsteller
- Patrick Lennon, britischer Schriftsteller
- Christiane Lind, deutsche Sozialforscherin und Schriftstellerin
- Stephan Lohse, deutscher Schauspieler und Schriftsteller
- Helmut Lugmayr, österreichischer Übersetzer aus dem Isländischen
- Helge Matthiesen, deutscher Journalist und Buchautor
- Molly McCloskey, US-amerikanische Schriftstellerin
- Evelyn McDonnell, US-amerikanische Autorin und Herausgeberin
- Ian McGuire, britischer Schriftsteller, Biograf und Literaturwissenschaftler
- Karim Miské, französischer Dokumentarfilmer und Schriftsteller
- Karen Marie Moning, US-amerikanische Fantasyautorin
- Rainer Nikowitz, österreichischer Journalist und Schriftsteller
- David Nirenberg, US-amerikanischer Historiker und Autor
- Regina Nössler, deutsche Schriftstellerin
- Brenda Novak, US-amerikanische Schriftstellerin
- Oh Soo-yeon, südkoreanische Schriftstellerin
- Susanne Oswald, deutsche Schriftstellerin
- Arkadiusz Pacholski, polnischer Journalist, Schriftsteller und Essayist († 2021)
- Maria Papayanni, griechische Schriftstellerin und Übersetzerin
- Isabel Pérez Montalbán, spanische Dichterin
- Thomas Peter, deutscher Polizeibeamter und Autor von Kriminalromanen
- Olaf Peters, deutscher Kunsthistoriker und Biograf
- Armin Petras, deutscher Theaterintendant, Theaterregisseur und Dramatiker (auch unter dem Pseud. Fritz Kater)
- Joerg M. Pfuhl, deutscher Verlagsmanager bzw. Verleger
- Marietta Piekenbrock, deutsche Kuratorin, Dramaturgin, Autorin und Übersetzerin
- Kirsten Plötz, deutsche Historikerin und Autorin
- Jacek Podsiadło, polnischer Dichter, Prosaschriftsteller und Übersetzer
- Kai Pohl, deutscher Dichter und Schriftsteller
- Antonio José Ponte, kubanischer Schriftsteller und Dichter
- Hardy Pundt, deutscher Sachbuch- und Krimi-Autor
- Dana Ranga, rumänisch-deutsche Lyrikerin, Schriftstellerin, Übersetzerin, Filmemacherin
- Claudia Rath, deutsche Schriftstellerin
- Annette Reber, deutsche Autorin († 2008)
- Oliver Reese, deutscher Theaterregisseur, -intendant, Dramaturg und Autor
- Anne Rieken, deutsche Kinderbuchautorin und -illustratorin
- Elvira Rodriguez Puerto, kubanische Dichterin, Schriftstellerin, Foto- und Filmkünstlerin
- Carola Rönneburg, deutsche Journalistin und Buchautorin
- Karen Rose, US-amerikanische Thrillerautorin
- Astrid Ruppert, deutsche Autorin
- Simona Sabato, deutsche Schriftstellerin
- Martin Schemm, deutscher Autor
- Hans Jürgen Scheuer, deutscher Literaturwissenschaftler
- Michael Scheuermann, österreichischer Kriminalautor
- Tina Schick, deutsche Krimiautorin
- Norbert W. Schlinkert, deutscher Schriftsteller und Kulturwissenschaftler
- Harald Schmid, deutscher Politologe, Zeithistoriker, Autor und Herausgeber
- Rainer Schmidt, deutscher Journalist und Schriftsteller
- Robert Schmidt, deutscher Journalist und Schriftsteller
- Simone Schmollack, deutsche Journalistin und Buchautorin
- Oliver Schröm, deutscher Journalist und Buchautor
- Michelle Schwefel, deutsche Autorin
- Márcio Seligmann-Silva, brasilianischer Literaturwissenschaftler, -theoretiker, -kritiker, Autor und Übersetzer
- Abdulkadir Selvi, türkischer Journalist und Buchautor
- Andreas Sentker, deutscher Wissenschaftsjournalist und Buch(co)autor
- Neil Smith, kanadischer Schriftsteller und Übersetzer
- Francesco P. Sorti, italienischer Schriftsteller
- Kadir Sözen, türkisch-deutscher Autor und Filmemacher
- Martin Spiewak, deutscher Wissenschaftsjournalist und Essayist
- Maik Hendrik Sprotte, deutscher Japanologe und Autor († 2023)
- Francis Spufford, britischer Schriftsteller und Essayist
- Angela Standhartinger, deutsche Theologin und Autorin
- Antje Steinhäuser, deutsche Lektorin und Autorin
- Andrea Storm, deutsche Autorin
- Andreas Storm, deutscher (Krimi-)Schriftsteller
- Magnus Striet, deutscher Theologe und Autor
- Markus Stromiedel, deutscher Autor und Journalist
- Peter Süß, deutscher Autor und Herausgeber
- Leyla Taşdelen, türkische Lyrikerin (verfasst Haiku in deutscher Sprache)
- Marc Thörner, deutscher Journalist und Buchautor
- Vincenzo Todisco, Schweizer Schriftsteller (italienisch schreibend)
- Ángela Vallvey, spanische Dichterin und Schriftstellerin
- Albert Villaró, andorranischer Schriftsteller
- Patricia Vohwinkel, deutsche Krimi-Autorin
- Andreas Vonderach, deutscher Anthropologe und Publizist
- Alexander Wallasch, deutscher Autor
- Thomas Weiss, deutscher Schriftsteller
- Jane Welch, britische Fantasyautorin
- Volkhard Wels, deutscher Literaturwissenschaftler
- Klaudia Wick, deutsche Journalistin und Essayistin
- Martin Wigger, deutscher Dramaturg und Theaterleiter
- Laura Wilson, britische Krimi- und Kinderbuchautorin
- Yusuf Yeşilöz, deutschsprachiger Schweizer Schriftsteller türkisch-kurdischer Herkunft
- Michal Zamir, israelische Schriftstellerin
- Nell Zink, US-amerikanische Schriftstellerin
- Katrin Zipse, deutsche Schriftstellerin und Hörspielautorin

## Gestorben

### Januar – März
- 01. Januar: Emma Cramer-Crummenerl, deutsche Lyrikerin und Schriftstellerin
- 02. Januar: Felix Deutsch, österreichisch-amerikanischer Psychoanalytiker und Autor
- 06. Januar: Edgar Maass, deutscher Schriftsteller
- 09. Januar: Halide Edib Adıvar, türkische Schriftstellerin
- 11. Januar: Franc Ksaver Meško, slowenischer Geistlicher und Schriftsteller
- 13. Januar: Felisberto Hernández, uruguayischer Schriftsteller
- 13. Januar: Nemesio Zúñiga Cazorla, peruanischer Geistlicher und Quechua-Dramatiker
- 17. Januar: T. H. White, britischer Schriftsteller
- 21. Januar: Luis Martín-Santos, spanischer Schriftsteller
- 21. Januar: Bruno E. Werner, deutscher Schriftsteller, Essayist, …
- 23. Januar: Jean-Pierre Schlunegger, französischsprachiger Schweizer Dichter und Schriftsteller
- 25. Januar: Théodore Fraenkel, französischer Arzt und Schriftsteller
- 25. Januar: Jean Violette, französischsprachiger Schweizer Dichter und Schriftsteller
- 27. Januar: Alexander Schenk Graf von Stauffenberg, deutscher Althistoriker, Essayist und Lyriker

- 03. Februar: Clarence Irving Lewis, US-amerikanischer Logiker und Philosoph
- 05. Februar: Rudolf Kayser, deutscher Literaturhistoriker, Lektor und Biograf
- 11. Februar: Cleve Cartmill, US-amerikanischer Schriftsteller
- 12. Februar: Arthur W. Upfield, australischer Krimi-Autor
- 18. Februar: Clarence Budington Kelland, US-amerikanischer Schriftsteller und Drehbuch(mit)autor
- 18. Februar: Maurice Walsh, irischer Schriftsteller
- 19. Februar: Wilhelm Fraenger, deutscher Kunsthistoriker und Autor
- 19. Februar: Ozaki Shirō, japanischer Schriftsteller
- 25. Februar: Johnny Burke, US-amerikanischer Textdichter
- 25. Februar: Grace Metalious, US-amerikanische Schriftstellerin
- 25. Februar: Eduard Stemplinger, deutscher Philologe und (bairischer) Schriftsteller
- 27. Februar: Carlos Brandt, venezolanischer Autor
- 27. Februar: Anna J. Cooper, afroamerikanische Aktivistin, Autorin, Essayistin

- 01. März: Davíð Stefánsson, isländischer Dichter, Dramatiker und Schriftsteller
- 03. März: Robert S. Lemmon, US-amerikanischer Naturforscher und Sachbuchautor
- 05. März: Karl Theodor Bluth, deutscher Psychiater und Schriftsteller
- 05. März: Lothar Heinecke, deutscher Übersetzer und Herausgeber von Science-Fiction-Literatur
- 08. März: Franz Alexander, ungarisch-amerikanischer Psychoanalytiker und Autor
- 08. März: Ludwig Finckh, deutscher Autor von Blut-und-Boden-Literatur
- 10. März: Bobby E. Lüthge, deutscher Drehbuch- und Romanautor, auch als NS-Propagandist
- 11. März: Helene Johanna Zeller, deutsche (Kinderbuch-)Autorin und Übersetzerin
- 12. März: ʿAbbās al-ʿAqqād, ägyptischer Schriftsteller
- 18. März: Norbert Wiener, US-amerikanischer Mathematiker (Kybernetiker) und Autor
- 19. März: Fritz Diettrich, deutscher Dichter und Schriftsteller
- 20. März: Brendan Behan, irischer Schriftsteller und Dramatiker
- 23. März: Frederick Charles Green, britischer Romanist und Literaturwissenschaftler
- 24. März: Lotte Rose, deutsche Schriftstellerin
- 26. März: Paul A. Baran, US-amerikanischer Ökonom und Autor
- 29. März: Ernst Feder, deutscher Journalist und Schriftsteller
- 30. März: Erich Frey, deutscher Rechtsanwalt und Dramatiker
- 30. März: Nella Larsen, afroamerikanische Schriftstellerin

### April – Juni
- 04. April: Alfred Duggan, britischer Schriftsteller
- 05. April: Miyoshi Tatsuji, japanischer Lyriker, Übersetzer und Essayist
- 06. April: Daniel Filipe, kap-verdischer Journalist und Lyriker
- 06. April: Hanna Meuter, deutsche Soziologin, Autorin und Übersetzerin
- 11. April: Hannes Bok, US-amerikanischer Illustrator und Schriftsteller
- 11. April: Hans Franck, deutscher (nationalsozialistischer) Schriftsteller und Dramaturg
- 12. April: Agnes von Segesser, Schweizer Schriftstellerin
- 14. April: Rachel Carson, US-amerikanische Zoologin und Autorin
- 14. April: Edmond Vermeil, französischer Germanist und Essayist
- 16. April: Ilo Mitkë Qafëzezi, Schriftsteller, Historiker und Koranübersetzer aus Albanien
- 17. April: Walter Scheffler, deutscher Lyriker
- 18. April: Ben Hecht, US-amerikanischer Journalist, Schriftsteller, Drehbuchautor
- 22. April: Wolfgang Schumann, deutscher Schriftsteller und Journalist
- 26. April: E. J. Pratt, kanadischer Lyriker
- 27. April: Georg Britting, deutscher Schriftsteller und Dichter
- 27. April: Alan Le May, US-amerikanischer Schriftsteller und Drehbuchautor
- 27. April: Robert Roetschi, Schweizer Philosoph und Lyriker
- 27. April: Gottfried Salomon, deutsch-amerikanischer Soziologe und Autor
- 28. April: Alexandre Koyré, französischer Philosoph und Wissenschaftshistoriker
- 29. April: Wenceslao Fernández Flórez, spanischer Journalist und Schriftsteller

- 01. Mai: Emil Vachek, tschechischer Schriftsteller
- 05. Mai: Josef Freudenthal, deutsch-amerikanischer Musikverleger, Autor und Herausgeber
- 06. Mai: Satō Haruo, japanischer Lyriker, Erzähler und Essayist
- 13. Mai: Hamilton Basso, US-amerikanischer Schriftsteller
- 13. Mai: Friedrich Krause, deutscher Verleger, auch Journalist, Lektor, Buchhändler, Herausgeber
- 16. Mai: Georg Breuker, deutscher Schriftsteller und Dichter
- 21. Mai: Tudor Vianu, rumänischer Schriftsteller
- 24. Mai: Friedrich Markus Huebner, deutscher Schriftsteller (in den Niederlanden lebend)
- 24. Mai: Dora Sophie Kellner, österreichische Journalistin, Schriftstellerin und Übersetzerin
- 30. Mai: Leó Szilárd, ungarisch-deutsch-amerikanischer Physiker und Autor

- 03. Juni: Frans Eemil Sillanpää, finnischer Schriftsteller
- 07. Juni: Pamela Moore, US-amerikanische Schriftstellerin
- 20. Juni: Valentin Pfeifer, deutscher Schriftsteller und Märchensammler
- 23. Juni: Erich Eyck, deutscher Historiker und Autor
- 23. Juni: Adolf Reitz, deutscher populärwissenschaftlicher Sachbuchautor
- 25. Juni: Gavin Casey, australischer Schriftsteller
- 27. Juni: Luciano De Nardis, italienischer Dichter und Maler des Futurismus
- 29. Juni: Franz Ludwig Habbel, deutscher Verleger
- 30. Juni: María Lombardo de Caso, mexikanische Schriftstellerin
- 30. Juni: Fily Dabo Sissoko, malischer Schriftsteller

### Juli – September
- 02. Juli: Bernard Zimmer, französischer Dramatiker und Filmautor
- 04. Juli: Ulrich Leo, deutsch-kanadischer Literaturwissenschaftler
- 04. Juli: Samuil Marschak, russischer Schriftsteller und Übersetzer
- 06. Juli: Rafael Cansinos Assens, spanischer Dichter, Übersetzer, Essayist und Literaturkritiker
- 06. Juli: Wolf Erich Kellner, deutscher Archivar, Historiker und Politiker
- 06. Juli: Ion Vinea, rumänischer Schriftsteller, Dichter und Herausgeber
- 07. Juli: Fritz Meyer, Schweizer Schriftsteller
- 08. Juli: Siegfried Buchenau, deutscher Buchgestalter und Verleger
- 08. Juli: Charles E. Raven, britischer Theologe und Autor
- 15. Juli: Paul Maas, deutscher Klassischer Philologe und Byzantinist
- 18. Juli: Max Glass, österreichischer Schriftsteller und Drehbuchautor
- 19. Juli: Olavi Paavolainen, finnischer Schriftsteller
- 19. Juli: Friedrich Sieburg, deutscher Schriftsteller
- 22. Juli: Paul Eipper, deutscher Schriftsteller (v. a. erzählende Tierbücher)
- 22. Juli: Heinz Herald, deutscher Essayist
- 24. Juli: Maksym Rylskyj, ukrainischer Dichter und Übersetzer
- 24. Juli: Hans Seiffert, deutscher Schriftsteller und Übersetzer
- 27. Juli: Hermann Hagedorn, US-amerikanischer Autor und Biograf
- 28. Juli: Karl Friedrich Borée, deutscher Jurist, Erzähler und Essayist
- 29. Juli: Wanda Wasilewska, polnische und sowjetische Politikerin (Stalinistin) und Schriftstellerin

- 03. August: Flannery O’Connor, US-amerikanische Schriftstellerin
- 05. August: Moa Martinson, schwedische Schriftstellerin
- 12. August: Karl Dietz, deutscher Verleger
- 12. August: Ian Fleming, britischer Schriftsteller
- 17. August: Heinz Bingenheimer, deutscher Science-Fiction-Autor und -Übersetzer
- 18. August: Raul Leal, portugiesischer Schriftsteller
- 19. August: Ardengo Soffici, italienischer Kunst- und Literaturkritiker
- 21. August: Hermann Stresau, deutscher Germanist, Bibliothekar, Literaturkritiker, Übersetzer, Biograf und Schriftsteller
- 23. August: Karl Schnog, deutscher Schriftsteller, Dichter, Dramatiker, Hörspielautor
- 23. August: Frida Schuhmacher, deutsche Schriftstellerin (auch während der NS-Zeit)
- 28. August: Heinrich Karl Adolf Krüger, niederdeutscher Schriftsteller und Literaturhistoriker
- 29. August: Juš Kozak, slowenischer Schriftsteller
- 30. August: August Hermann Zeiz, deutscher Schriftsteller, Dichter, Dramatiker und Verleger
- 00. August: Jacques Martin, französischer Philosoph und Übersetzer

- 03. September: Ernst Moritz Mungenast, deutscher Schriftsteller lothringischer Herkunft
- 03. September: Dora Wentscher, deutsche Schauspielerin, Schriftstellerin und Übersetzerin
- 04. September: Werner Bergengruen, deutsch-baltischer Schriftsteller
- 05. September: Ángel Cruchaga Santa María, chilenischer Dichter und Schriftsteller
- 12. September: Sergiusz Piasecki, polnischer Schriftsteller
- 14. September: Wassili Grossman, sowjetischer Schriftsteller
- 16. September: Ingeborg von Hubatius-Himmelstjerna, deutsche Schriftstellerin und Biografin
- 16. September: Leo Weismantel, deutscher Schriftsteller
- 17. September: Clive Bell, britischer Kunstkritiker und Autor
- 17. September: Jean Ray, belgischer Schriftsteller
- 18. September: Seán O’Casey, irischer Schriftsteller und Dramatiker
- 23. September: Ernst Lindenborn, deutscher Pädagoge, ev. Theologe und Autor
- 24. September: Paul Kahle, deutscher Orientalist
- 27. September: Nora Waln, US-amerikanische Journalistin und Schriftstellerin
- 28. September: Michail Swetlow, sowjetischer Schriftsteller und Dramatiker

### Oktober – Dezember
- 05. Oktober: Jean Baptiste Janssens, belgischer Jesuit und Autor
- 07. Oktober: Safiye Erol, türkische Schriftstellerin und Übersetzerin
- 07. Oktober: Otto Lehmann-Rußbüldt, deutscher politischer Publizist
- 10. Oktober: Konrad Bayer, österreichischer Schriftsteller
- 10. Oktober: Eddie Cantor, US-amerikanischer Komiker, Sänger, Schauspieler, Entertainer und Buchautor
- 10. Oktober: Adolf Spemann, deutscher Verleger
- 11. Oktober: Salamon Dembitzer, überwiegend deutschsprachiger Schriftsteller, Dichter und Journalist
- 12. Oktober: Sven von Müller, deutscher Journalist und Schriftsteller
- 12. Oktober: Levin Ludwig Schücking, deutscher Literaturwissenschaftler
- 13. Oktober: Madeleine Delbrêl, französische Schriftstellerin
- 15. Oktober: Erich Kloss, deutscher Autor
- 15. Oktober: Cole Porter, US-amerikanischer Komponist und Textdichter
- 16. Oktober: Hans Franke, deutscher Theaterkritiker, Lektor, Dichter, Dramatiker und Publizist
- 00. Oktober: Nettie Palmer, australische Dichterin, Essayistin und Literaturkritikerin
- 18. od. 22. Oktober: Maurice Constantin-Weyer, französischer Schriftsteller
- 26. Oktober: Agnes Miegel, deutsche Schriftstellerin und Balladendichterin
- 27. Oktober: Willi Bredel, deutscher Schriftsteller
- 30. Oktober: Luise Schneider, deutsche Kinder- und Jugendbuchverlegerin

- 01. November: Richard McKenna, US-amerikanischer Schriftsteller
- 02. November: Ferdinand Hesse, deutscher Journalist, Schriftsteller und Theatergründer
- 03. November: Julian MacLaren-Ross, britischer Schriftsteller
- 03. November: Hermann Pfeiffer, deutscher Grafiker und Autor
- 04. November: Ezequiel Martínez Estrada, argentinischer Schriftsteller
- ≈ 6. November: H. Beam Piper, US-amerikanischer Science-Fiction-Autor
- 08. November: Kurt Hirschfeld, deutscher Theaterregisseur, Dramaturg und Lektor
- 09. November: Cecília Meireles, brasilianische Lyrikerin
- 09. November: Felix Weltsch, böhmisch-israelischer Bibliothekar, Philosoph und Schriftsteller
- 13. November: Robert Brennan, irischer Diplomat, Schriftsteller und Dramatiker
- 21. November: Fritz Harzendorf, deutscher Journalist und Autor
- 23. November: Jan Fabricius, niederländischer Dramatiker und Journalist
- 26. November: Glauco Natoli, italienischer Dichter und Übersetzer
- 26. November: Emil Szittya, ungarischer Schriftsteller (u. a.)
- 29. November: Anne de Vries, niederländischer Schriftsteller
- 30. November: Joseph Muyldermans, belgischer Patristiker

- 01. Dezember: J. B. S. Haldane, britisch-indischer Genetiker und Autor
- 03. Dezember: Ernst Ginsberg, deutscher Schauspieler, Rezitator, Dichter, Herausgeber, Theaterregisseur und -leiter
- 07. Dezember: Josef Michels, deutscher Schriftsteller
- 07. Dezember: Edwin Rollett, österreichischer Schriftsteller und Publizist
- 07. Dezember: Anne Vabarna, estnische Runendichterin und -sängerin
- 08. Dezember: Percy Crosby, US-amerikanischer Schriftsteller, Illustrator und Cartoonist
- 08. Dezember: Cecil Street, britischer Militär und Krimiautor
- 08. Dezember: Gustav Wyneken, deutscher „Reformpädagoge“ und Autor
- 09. Dezember: Edith Sitwell, britische Dichterin und Schriftstellerin
- 11. Dezember: Alma Mahler-Werfel, österreichische Persönlichkeit u. a. der Literaturszene
- 11. Dezember: Cilette Ofaire, Schweizer Schriftstellerin
- 19. Dezember: Margarete Paulick, deutsche Lustspielautorin und Librettistin, aktiv vor allem während der NS-Zeit
- 21. Dezember: Carl Van Vechten, US-amerikanischer Fotograf und Schriftsteller
- 23. Dezember: Nathan Asch, polnisch-amerikanischer Schriftsteller
- 24. Dezember: Badr Schakir as-Sayyab, irakischer Dichter
- 25. Dezember: Friedrich Lorenz, österreichischer Schriftsteller
- 27. Dezember: Hans Heinrich Borcherdt, deutscher Germanist und Literaturhistoriker
- 29. Dezember: Bernard von Brentano, deutscher Schriftsteller und Dramatiker
- 29. Dezember: Miki Rofū, japanischer Dichter, Kinderbuchautor und Essayist
- 31. Dezember: William R. D. Fairbairn, britischer Psychoanalytiker und Essayist

### Genaues Datum unbekannt
- Walter Buchebner, österreichischer Dichter
- Hersh Fenster, Autor und Publizist jiddischer Muttersprache
- Jorge Hübner Bezanilla, chilenischer Autor
- John Okute Sica, kanadischer Lakota-Schriftsteller
- Max Pfeffer, austroamerikanischer Verleger, Literaturagent und Liedtexter
- Alix de Watteville (Pseud. Alville), Schweizer Schriftstellerin
- Margarete Wittber, deutsche Schriftstellerin

## 100 Jahre früher ...
- ... wurde am 6. Februar der deutsche Schriftsteller John Henry Mackay geboren († 1933).
- ... wurde am 22. Februar der französische Schriftsteller Jules Renard geboren († 1910).
- ... wurde am 30. April der estnische Dichter und Erzähler Juhan Liiv geboren († 1913).
- ... wurde am 3. Juni der deutsche Schriftsteller und Dramatiker Otto Erich Hartleben geboren († 1905).
- ... wurde am 18. Juli die deutsche Dichterin und Schriftstellerin Ricarda Huch geboren († 1947).
- ... wurde am 24. Juli der deutsche Schriftsteller und Dramatiker Frank Wedekind geboren († 1918).
- ... wurde am 29. September der spanische Philosoph und Schriftsteller Miguel de Unamuno geboren († 1936).
- ... wurde am 20. Oktober der serbische Schriftsteller Branislav Nušić geboren († 1938).

- ... starb am 19. Mai der amerikanische Schriftsteller Nathaniel Hawthorne (* 1804).
- ... starb am 26. Mai der österreichisch-amerikanische Schriftsteller Charles Sealsfield (* 1793).
- ... starb am 5. Oktober der ungarische Dramatiker Imre Madách (* 1823).

- ... erschienen die Bilderpossen, darin u. a. die Bildergeschichten Der Eispeter und Krischan mit der Piepe, sowie die Bildergeschichte Eginhard und Emma von Wilhelm Busch.
- ... entstand die Bildergeschichte Der heilige Antonius von Padua von Wilhelm Busch.
- ... erschien postum die Novelle Eine Meerfahrt von Joseph von Eichendorff.
- ... erschien der Roman Aufzeichnungen aus dem Kellerloch von Fjodor Dostojewski.
- ... erschienen der Roman Die Reise zum Mittelpunkt der Erde sowie der Essay Edgard Poe et ses œuvres von Jules Verne.

## 200 Jahre früher ...
- ... wurde am 21. April der deutsche Grammatiker und Lexikograf Johann Christian August Heyse geboren († 1829).
- ... wurde am 27. April der deutsche Verleger Johann Friedrich Cotta geboren († 1832).
- ... wurde am 9. Juli die britische Schriftstellerin Ann Radcliffe geboren († 1823).
- ... wurde am 5. September die deutsche Schriftstellerin und Salonnière Henriette Herz geboren († 1847).
- ... wurde am 24. Oktober die deutsche Literaturkritikerin und Schriftstellerin Dorothea Schlegel geboren († 1839).

- ... starb am 17. April der deutsche Komponist und Musikschriftsteller Johann Mattheson (* 1681).

- ... erschien der Schauerroman Das Schloss von Otranto von Horace Walpole.

## Literaturpreise 1964

### Deutsche Literaturpreise
- Alexander-Zinn-Preis: Martin Beheim-Schwarzbach
- Bodensee-Literaturpreis: Jacob Picard für Die alte Lehre
- Bremer Literaturpreis: Christa Reinig für Gedichte
- Deutscher Erzählerpreis (Auswahl): Daniel Christoff für Schaukelstühle (3. Preis)
- Deutscher Jugendbuchpreis:
  - Kinderbuch: Delphinensommer von Katherine Allfrey
  - Jugendbuch: … und viele Grüße von Wancho von Miep Diekmann
- Deutscher Kritikerpreis: Peter Härtling
- Eichendorff-Literaturpreis: Egon H. Rakette
- F.-C.-Weiskopf-Preis: Rudolf Schaller
- Fontane-Preis: Arno Schmidt
- Freudenthal-Preis: Otto Tenne
- Friedrich-Gerstäcker-Preis: Der aus dem Dschungel kam von Herbert Plate
- Fritz-Stavenhagen-Preis: Hans Heitmann (NS-affin)
- Georg-Büchner-Preis: Ingeborg Bachmann
- Georg-Mackensen-Literaturpreis: Marie Luise Kaschnitz
- Gerhart-Hauptmann-Preis: Tankred Dorst / Peter Hirche / Heinar Kipphardt
- Goethepreis der Stadt Frankfurt am Main: Benno Reifenberg
- Heinrich-Heine-Preis des Ministeriums für Kultur der DDR: Günther Deicke, Hugo Huppert
- Heinrich-Mann-Preis: Günter de Bruyn
- Hörspielpreis der Kriegsblinden: Der Bussard über uns von Margarete Jehn
- Hugo-Jacobi-Preis: Walter Gross
- Johann-Heinrich-Merck-Preis: Günter Blöcker
- Johann-Peter-Hebel-Preis: Albert Bächtold
- Julius-Campe-Preis: Thomas Bernhard
- Lessing-Preis der DDR: Armin-Gerd Kuckhoff und Joachim Tenschert
- Literaturpreis der Bayerischen Akademie der Schönen Künste: Heimito von Doderer
- Literaturpreis der Landeshauptstadt München: Tankred Dorst
- Quickborn-Preis: Alma Rogge (NS-affin)
- Theodor-Fontane-Preis des Bezirks Potsdam (Auswahl): Walter Kaufmann, Ilse Korn, Vilmos Korn
- Willibald-Pirckheimer-Medaille: Max Brod

### Internationale Literaturpreise
- Akutagawa-Preis: Saredo wareraga hibi von Shō Shibata
- Anisfield-Wolf Book Award (Auswahl): The New World of Negro Americans von Harold Isaacs
- Anni-Swan-Medaille: Tove Jansson für Det osynliga barnet
- Anton-Wildgans-Preis: Christine Lavant
- Bancroft-Preis (Auswahl): Franklin D. Roosevelt and the New Deal von William E. Leuchtenburg
- Bellman-Preis: Artur Lundkvist
- Bialik-Preis: Jocheved Bat-Miriam
- Bokhandlerprisen: Den fønikiske trappen von Elisabeth Dored
- Caldecott Medal: Maurice Sendak für Where the Wild Things Are
- Carl-Heinrich-Ernst-Kunstpreis (Sparte Literatur): Walter Gross und Leo Weisz
- Charles-Veillon-Preis:
  - Deutschsprachige Literatur: Abwässer von Hugo Loetscher
  - Italienische Literatur: L’anno della valanga von Giovanni Orelli
  - Spezialpreis für Verdienste um die rätoromanische Literatur und Kultur: Andrea Schorta
- CNA Literary Award (Südafrika):
  - Afrikaans: Een vir Azazel von Etienne Leroux
  - Englisch: Hofmeyr von Alan Paton
- Constantijn Huygensprijs: Abel Herzberg
- Dagger Awards:
  - Gold Dagger for Fiction: The Perfect Murder von H. R. F. Keating
  - Best Foreign Novel: The Two Faces of January von Patricia Highsmith
- De Gyldne Laurbær: Erik Aalbæk Jensen
- Det Danske Akademis Store Pris: Jacob Paludan
- Dobloug-Preis: Lars Gyllensten (Schweden) und Torborg Nedreaas (Norwegen)
- Edgar Allan Poe Award (Bester Roman): The Light of Day von Eric Ambler
- Färöischer Literaturpreis: Heðin Brú
- Frauenliteraturpreis (Japan): Hideyoshi to Rikyū von Nogami Yaeko
- Geoffrey Faber Memorial Prize: The Broken Places. Poems von George MacBeth und Torse. 3 Poems 1949–1961 von Christopher Middleton
- Georg-Trakl-Preis für Lyrik: Christine Lavant
- Grand Prix Gobert (Auswahl): Alésia von Joël Le Gall; Les sciences de la vie dans la pensée française du XVIIIe siècle von Jacques Roger
- Grand Prix littéraire de l’Afrique noire: Contes et Lavanes von Birago Diop
- Grand prix de littérature policière (International): La Tête sur le billot (im Orig.: A key to the suite) von John D. MacDonald
- Grand Prix de Poésie: André Salmon
- Grand Prix du Roman: Le Retour von Michel Droit
- Großer Österreichischer Staatspreis für Literatur: Johannes Urzidil
- Großer Preis des Samfundet De Nio: Rabbe Enckell und Peder Sjögren
- Hans Christian Andersen Preis: René Guillot
- Hawthornden-Preis: Mr. Stone and the Knights Companion von V. S. Naipaul
- Herder-Preis: Jan Kott
- Hertzogprys für Prosa: Sewe dae by die Silbersteins von Etienne Leroux
- Holger Drachmann-legatet: Thorkild Bjørnvig
- Hugo Award:
  - Bester Roman: Way Station von Clifford D. Simak
  - Beste Kurzgeschichte: No Truce With Kings von Poul Anderson
- James Tait Black Memorial Prize (Zuordnungsjahr wie beim Preisgeber):
  - Fiction: The Ice Saints von Frank Tuohy
  - Biografie: Victoria R.I. von Elizabeth Longford
- Kogge-Literaturpreis: Jean Gebser
- Kościelski-Preis (Auswahl): Tadeusz Konwicki; Bogdan Wojdowski
- Kritikerprisen (Dänemark): Perleporten von Erik Aalbæk Jensen
- Kritikerprisen (Norwegen): Astrid Hjertenæs Andersen für Frokost i det grønne
- Lewis Carroll Shelf Award: Where the Wild Things Are von Maurice Sendak
- Literaturpreis des Nordischen Rates: Is-slottet von Tarjei Vesaas
- Literaturpreis der Stadt Wien: Christine Busta
- Lucy B. en C.W. van der Hoogtprijs: J. Bernlef für Dit verheugd verval
- Mainichi-Kulturpreis (Kategorie „Literatur und Kunst“; Auswahl): Morio Kita für Nireke no Hitobito und Aono Suekichi für Aono Suekichi nikki (postum)
- Nadal-Literaturpreis: Alfredo Martínez Garrido
- National Book Award:
  - Fiction: John Updike für The Centaur
  - Nonfiction (Auswahl): William Hardy McNeill für The Rise of the West: A History of the Human Community; Aileen Ward für John Keats: The Making of a Poet
  - Poetry: John Crowe Ransom für Selected Poems
- New York Drama Critics’ Circle Award (Best Play): Luther von John Osborne
- Nobelpreis für Literatur: Jean-Paul Sartre (Annahme abgelehnt)
- Noma-Literaturpreis: Nakayama Gishū für Shōan (Roman) und Takami Jun für Shi no fuchi yori (Gedichte)
- O.-Henry-Preis: The Embarkment for Cythera von John Cheever
- Österreichischer Förderungspreis für Literatur (Sparte Hörspiel): Juliane Windhager
- P.C.-Hooft-Preis: Leo Vroman
- Poesiepreis der Stadt Amsterdam (Auswahl): En dode hagedis von J. Bernlef
- Premio Atenea:
  - Memorial de Isla Negra von Pablo Neruda
  - Contra la muerte von Gonzalo Rojas
  - Eusebio Lillo von Raúl Silva Castro
- Premio Biblioteca Breve: Vista de amanecer en el trópico (= Manuskriptfassung von Tres tristes tigres) von Guillermo Cabrera Infante
- Premio Campiello: Il male oscuro von Giuseppe Berto
- Prêmio Jabuti für Lyrik: Solombra von Cecília Meireles
- Prêmio Juca Pato: Alceu Amoroso Lima
- Premio Nacional de Literatura de Chile: Francisco Coloane
- Premio Planeta: Concha Alós
- Premio Strega: L'ombra delle colline von Giovanni Arpino
- Premio Viareggio: Giuseppe Berto für Il male oscuro
- Prešeren-Preis:
  - Edvard Kocbek für die Gedichtsammlung Groza
  - Miško Kranjec für den Roman Mladost v močvirju
- Prix Claude-Farrère: Les Voyageurs von Jacques Deval
- Prix des Critiques: Jacques Audiberti für Ange aux entrailles
- Prix Femina: Le Faussaire von Jean Blanzat
- Prix Goncourt: L’État sauvage von Georges Conchon
- Prix Interallié: Paris au mois d’août von René Fallet
- Prix des Libraires: Le Sable vif von Pierre Moinot
- Prix Médicis: L’Opoponax von Monique Wittig
- Prix du Meilleur livre étranger: Le Magicien de Lublin von Isaac Bashevis Singer
- Prix Renaudot: L'Écluse von Jean-Pierre Faye
- Pulitzer-Preis/Dichtung: At the End of the Open Road von Louis Simpson
- Pulitzer-Preis/Sachbuch: Anti-Intellectualism in American Life von Richard Hofstadter
- Queen’s Gold Medal for Poetry: R. S. Thomas
- Schweizer Jugendbuchpreis: Cécile Lauber
- Schweizerische Schillerstiftung – Gesamtwerkspreise:
  - Cécile Lauber für ihr erzählendes Werk
  - Hendri Spescha für sein poetisches Werk
- Schweizerische Schillerstiftung – Einzelwerkpreise (Auswahl):
  - Eigentlich möchte Frau Blum den Milchmann kennenlernen von Peter Bichsel
  - Abwässer, ein Gutachten von Hugo Loetscher
- Somerset Maugham Award: John le Carré für The Spy Who Came In From the Cold und Dan Jacobson für Time of Arrival
- Søren-Gyldendal-Preis: Ole Sarvig
- Staatsprijs voor kinder- en jeugdliteratuur: Annie M. G. Schmidt
- Tamura-Toshiko-Preis: Takenishi Hiroko für Ōkan no ki
- Taras-Schewtschenko-Preis (Auswahl): Andrij Malyschko; Nikolai Tichonow
- Theodor-Körner-Preis: Alfred Doppler; Lorenz Mack
- WH Smith Literary Award: Meditations On a Hobby Horse and Other Essays On the Theory of Art von Ernst Gombrich
- Yomiuri-Literaturpreis:
  - Romanliteratur: Shiroi yakatabune von Kambayashi Akatsuki
  - Drama: Kiteki-issei von Nakamura Mitsuo

## Verwandte Preise und Ehrungen
- Albert J. Beveridge Award: The Eleventh Pillar: New York State and the Federal Constitution von Linda Grant DePauw
- Asahi-Preis (Auswahl): Naka Kansuke; Osaragi Jirō
- Boekenweekgeschenk: Vier vingers von Robert van Gulik
- Carl-von-Ossietzky-Medaille: Joseph Wulf
- Ćišinski-Preis: Jan Cyž und Mina Witkojc
- Companions of Literature: Elizabeth Bowen; Cecil Day-Lewis
- Conrad-Ferdinand-Meyer-Preis: Herbert Meier
- Dimitroff-Preis: Dimityr Metodiew
- Erich-Weinert-Medaille: Volker Braun, Jens Gerlach, Otto Gotsche, Heiner Müller, Benno Pludra
- Förderpreis des Landes Nordrhein-Westfalen für junge Künstlerinnen und Künstler (Auswahl): Walter Aue
- Francis Parkman Prize: Franklin D. Roosevelt and the New Deal von William E. Leuchtenburg
- Friedenspreis des Deutschen Buchhandels: Gabriel Marcel
- Friedrich-Gundolf-Preis: Robert Minder
- Goetheplakette der Stadt Frankfurt am Main: Harry Buckwitz
- Goethe-Preis der Stadt Berlin (Auswahl): Maxim Vallentin
- Johann-Heinrich-Voß-Preis für Übersetzung: Michael Hamburger
- Johannes-R.-Becher-Medaille in Gold: Dieter Noll
- Joseph-E.-Drexel-Preis (Auswahl): Marion Gräfin Dönhoff
- Justus-Möser-Medaille: Erich Maria Remarque
- Konrad-Duden-Preis: Hugo Moser
- Kossuth-Preis (Auswahl): Károly Lyka
- Kultureller Ehrenpreis der Landeshauptstadt München: Anna Freud
- Kunstpreis des FDGB (Auswahl): Helmut Hauptmann, Erich Köhler
- Kunstpreis der Stadt Leipzig: Georg Maurer
- Kurt-Magnus-Preis: Erasmus Schöfer
- Martin-Andersen-Nexö-Kunstpreis (Auswahl): Annemarie Reinhard
- Molson Prize (Auswahl): Alain Grandbois
- Nationalpreis der DDR III. Klasse für Kunst und Literatur (Auswahl): Jurij Brězan, Erik Neutsch, Max Walter Schulz, Erwin Strittmatter, Christa Wolf
- Nordgau-Kulturpreis der Stadt Amberg für Dichtung: Regensburger Schriftstellergruppe
- Österreichisches Ehrenzeichen bzw. Ehrenkreuz für Wissenschaft und Kunst (Auswahl) : Hermine Cloeter; Albin Lesky; Konrad Lorenz; Percy Ernst Schramm
- Person mit besonderen kulturellen Verdiensten (Japan; Auswahl): Osaragi Jirō
- Reuben Award: Charles M. Schulz für Die Peanuts
- Ritterorden Polonia Restituta: Kazimierz Barnaś
- Rothschild-Preis (Auswahl): Yitzhak Baer
- Scheffelpreis: Dirk Hoeges
- Schillerpreis der Stadt Mannheim: Golo Mann
- Schwabinger Kunstpreis (Ehrenpreis): Georg Britting (postum)
- Sigmund-Freud-Preis für wissenschaftliche Prosa: Hugo Friedrich
- Tony Award/Bestes Theaterstück: Luther von John Osborne
- Vaterländischer Verdienstorden: Erwin Reiche
- Verdienstmedaille der DDR: Fred Rodrian
- Wissenschaftspreis der Stadt Basel: Hans Georg Wackernagel